# 巴尔德努尼奥费尔南德斯
巴尔德努尼奥费尔南德斯，是西班牙卡斯蒂利亚-拉曼恰瓜达拉哈拉省的一个市镇。总面积25平方公里，总人口161人（2001年），人口密度6人/平方公里。